# Bobilla
Bobilla is een geslacht van rechtvleugeligen uit de familie krekels (Gryllidae). De wetenschappelijke naam van dit geslacht is voor het eerst geldig gepubliceerd in 1983 door Otte & Alexander.

## Soorten
Het geslacht Bobilla omvat de volgende soorten:
- Bobilla avita Otte, 1987
- Bobilla bakali Otte & Alexander, 1983
- Bobilla bigelowi Swan, 1972
- Bobilla bivittata Walker, 1869
- Bobilla gullane Su & Rentz, 2000
- Bobilla illawarra Su & Rentz, 2000
- Bobilla killara Otte & Alexander, 1983
- Bobilla kindyerra Otte & Alexander, 1983
- Bobilla neobivittata Otte & Alexander, 1983
- Bobilla nigrovus Swan, 1972
- Bobilla plurampe Otte & Alexander, 1983
- Bobilla poene Otte & Alexander, 1983
- Bobilla tasmani Otte & Alexander, 1983
- Bobilla victoriae Otte & Alexander, 1983